# Michael Marcus (acteur)
 (janvier 2018).
Si vous disposez d'ouvrages ou d'articles de référence ou si vous connaissez des sites web de qualité traitant du thème abordé ici, merci de compléter l'article en donnant les références utiles à sa vérifiabilité et en les liant à la section « Notes et références ».
Michael Marcus Morgan, mieux connu sous le nom de Michael Marcus; est un acteur anglais. Il est le plus connu pour son rôle de d’Henri Tudor dans la série The White Queen (2013). Il a également eu des rôles secondaires dans L’Oracle (2013) et dans Une merveilleuse histoire du temps (2014).

## Carrière
En 2011 Marcus apparaît dans deux épisodes de la troisième saison de Misfits où il joue Peter, un lecteur de comics. Il est plus tard apparu dans la série historique de la BBC The White Queen, l’adaptation de 2013 des livres de Philippa Gregory. Marcus y joue le rôle d’Henri Tudor, le prétendant Lancaster au trône qui commencera plus tard la lignée des Tudor. 
Au début de 2017, il est annoncé que Marcus jouerait le rôle principal de Valentine dans la production Les Deux Gentilshommes de Vérone de la Royal Shakespeare Company. Il a décrit son personnage comme un homme “qui semble plutôt fuir quelque chose plutôt que d’aller vers quelque chose, mais je pense qu’il essaie de se convaincre que ce qu’il veut.”.

## Filmographie

### Film
| Année | Titre                              | Rôle            |
| ----- | ---------------------------------- | --------------- |
| 2013  | The Invisible Woman                | Charles Dickens |
| 2013  | L'Oracle                           | Mirdin          |
| 2014  | Une merveilleuse histoire de temps | Ellis           |
| 2016  | Une belle rencontre                | Alex            |

### Télévision
| Année       | Titre                                  | Rôle                         | Notes      |
| ----------- | -------------------------------------- | ---------------------------- | ---------- |
| 2007        | Nearly Famous                          | Pete                         | 1 épisode  |
| 2007 - 2008 | Casualty                               | Mike Prickard / Drew Meadway | 2 épisodes |
| 2011        | Misfits                                | Peter                        | 2 épisodes |
| 2013        | The White Queen                        | Henri Tudor                  | 3 épisodes |
| 2013        | Ripper Street                          | Sebastian Ferranti           | 1 épisode  |
| 2013        | Lucan                                  | James Fox                    |            |
| 2015        | Siblings                               | Sebastian                    | 1 épisode  |
| 2019        | La Guerre des mondes (série télévisée) | Dan                          | 2 épisode  |

### Théâtre
| Année | Titre                            | Rôle      | Notes                     |
| ----- | -------------------------------- | --------- | ------------------------- |
| 2014  | Les Deux Gentilshommes de Vérone | Valentine | Royal Shakespeare Company |